# 亚历山大·帕夫洛维奇 (足球员)
亚历山大·帕夫洛维奇（2004年5月3日—）是一位塞尔维亚裔德国足球运动员，于场上司职中场，自2011年起加盟拜仁慕尼黑青训营，并代表拜仁慕尼黑效力。

## 俱乐部生涯
帕夫洛维奇自幼便在菲尔斯滕费尔德布鲁克踢球，于2011年转投拜仁慕尼黑青训营。2021年7月3日，其与拜仁的青训合同获续签至2022年；2022年5月3日又进一步延长至2024年。同月，帕夫洛维奇开始首次跟随拜仁慕尼黑一线队训练，随后在两场德甲比赛中被列入替补名单。他在2023年夏天也曾代表拜仁一线队在季前热身赛中出场。2023年10月28日，在拜仁主场以8比0战胜达姆施塔特98的德甲比赛中，帕夫洛维奇完成个人职业生涯的处子秀，于第77分钟替换马泰斯·德利赫特登场。

### 国家队生涯
帕夫洛维奇出生于德国慕尼黑，父亲为塞尔维亚人，母亲是塞尔维亚裔德国人，因此他拥有双重国籍。他曾于2021年9月获塞尔维亚19岁以下国家足球队的征召参加一系列友谊赛，2023年11月又代表德国20岁以下国家足球队参加了两场比赛。
2024年3月14日，帕夫洛维奇获时任联邦主教练的尤利安·纳格尔斯曼召入德国国家足球队，参加与法国和荷兰的友谊赛。然而，由于扁桃体炎，两场比赛他都错过了。